# NHK佐賀放送局
NHK佐賀放送局（エヌエイチケイさがほうそうきょく）は、佐賀県を放送対象地域とする日本放送協会（NHK）の地域放送局である。テレビとラジオで県域放送を行っている。

## 概要
1941年（昭和16年）6月に熊本中央放送局の出張所として開設。半年後に臨時放送局となり、ラジオ放送を開始した。1948年（昭和23年）から正式に放送局へ昇格、1969年（昭和44年）からは総合テレビとして初のUHF親局での県域テレビ放送を開始した。
後述の通り、懸案だった新放送会館は2021年（令和3年）9月30日に竣工し、2022年（令和4年）5月9日に運用が開始した。

## 所在地
- 〒840-8601 佐賀市松原1丁目2-35

### 放送会館の移転
1941年（昭和16年）佐賀市白山に開設された熊本中央放送局佐賀出張所を皮切りに佐賀県産業奨励館、徴古館、佐賀商工会館と移転を繰り返し、1968年（昭和43年）佐賀放送会館局舎が落成した。しかし老朽化・狭隘化が進んでいたことや佐賀城内（佐賀市城内2丁目15-8）の当地は2007年（平成19年）に制定された佐賀城下再生百年構想の範囲に入っていたため移転を迫られていた。2015年（平成27年）3月に佐賀商工会館跡地（佐賀市松原一丁目50番）への移転や跡地利用等に向けた基本合意書を佐賀市などと結んだ。
その後、「市民の交流拠点」「災害に強い放送局」「風通しのよい“オール・ワンフロア”職場」「周辺景観と調和する環境にやさしい会館」の4点をコンセプトに整備計画を検討していたが、その計画が2015年（平成27年）10月にまとまり、同月中にNHKの理事会および経営委員会に諮られ、正式に新放送会館整備計画が動き出した。
計画では地上3階建て（延床面積5,120平方メートル）で、中には放送センターとしてニューススタジオ（1層100平方メートル）を設置。またハートプラザなどに隣接した1階には汎用スタジオ（2層吹抜け150平方メートル）を併設。
今後は2015年（平成27年）度中に設計業者の選定と基本設計を実施、2016年（平成28年）度中に実施設計を行い2017年（平成29年）度中に着工。2018年（平成30年）度中に竣工し、2019年（平成31年・令和元年）度中の運用開始を目指していた。
だが、工事業者の入札が不調に終わったことで着工が2018年（平成30年）度後期そして竣工が2020年（令和2年）度後期、運用開始が2021年（令和3年）度前期にそれぞれ遅れることになっていた。さらに地盤改良に加え、新型コロナウイルスの影響で工事が遅れ新放送会館の運用開始が延期され、2021年（令和3年）9月30日に竣工、2022年（令和4年）5月9日に運用開始が延期された。

## 沿革
- 1941年（昭和16年）

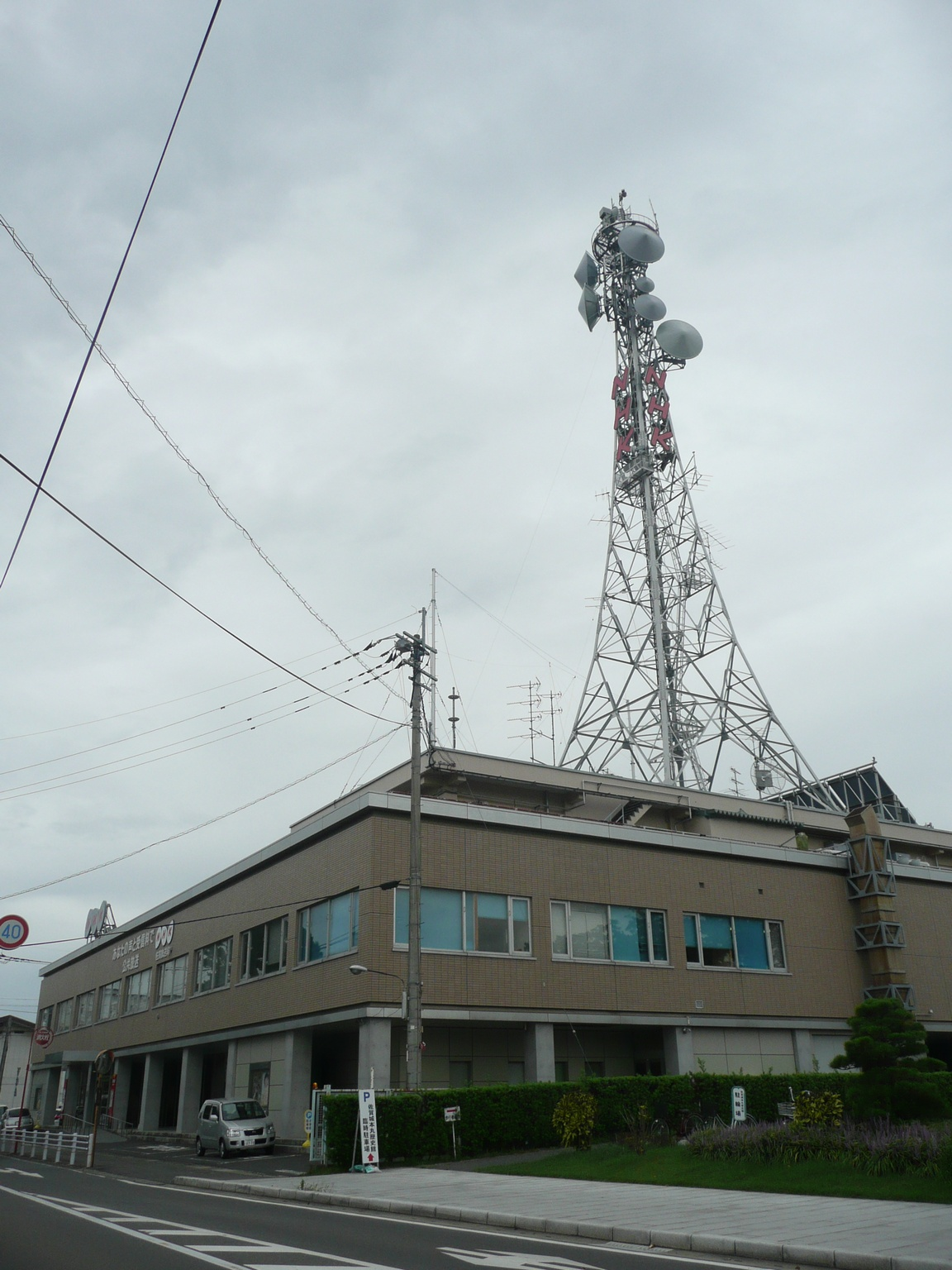
城内の旧放送会館（2008年9月）

  - 6月 - 社団法人日本放送協会が受信相談などを担当する「熊本中央放送局佐賀出張所」開設。
  - 12月28日 - 「佐賀臨時中継放送局」開局、同時にラジオ放送開始（この日を開局の日とする）。
- 1948年（昭和23年）5月 - 臨時中継放送局と出張所を統合し、社団法人日本放送協会佐賀放送局昇格発足。
- 1950年（昭和25年）6月1日 - 放送法施行に伴い社団法人日本放送協会が解散、特殊法人としての日本放送協会が一切の権利義務を継承。
- 1951年（昭和26年）6月1日 - ラジオ第2放送開始（コールサイン：JOSD）。
- 1958年（昭和33年）2月22日 - 九州本部（旧熊本中央放送局）テレビ放送開始、佐賀平野の大部分で受信可能になる。
- 1963年（昭和38年） - 福岡放送局が唐津に、九州本部が伊万里に、それぞれテレビ中継局設置。
- 1965年（昭和40年）3月22日 - 八幡岳の伊万里テレビ中継局にFM実験局開局。
- 1968年（昭和43年）3月17日 - 県域テレビ放送開始を見据え佐賀放送会館完成[7]、伊万里テレビ中継局を使って佐賀県域ローカルニュース放送を開始[注釈 1]。
- 1969年（昭和44年）
  - 3月1日 - FM本放送全国一斉開始。
  - 3月15日 - 日の隈山から佐賀県域テレビ本放送を開始[8]。同時に、現在の唐津市・伊万里市・多久市・有田町にある中継局を移管[9]。
- 1974年（昭和49年）3月20日 - 熊本局出力増力に伴い佐賀ラジオ第2放送廃止[10]。
- 2006年（平成18年）
  - 10月13日 - 未明に地上デジタル放送試験放送を実施。
  - 12月1日 - 地上デジタル放送の本放送開始。その際、日の隈山局と九千部山局との間でテレビ親局と中継局の役割を交換（デジタル）。
- 2007年（平成19年）10月1日 - 日の隈山のアナログテレビ親局送信所敷地内に、デジタルテレビの神埼中継局が開局。その後、2011年（平成23年）6月20日までに佐賀県内のデジタルテレビ中継局が開局。
- 2011年（平成23年）7月24日 - 正午でアナログ放送終了。その後、翌日（7月25日）午前0時までに完全停波。デジタル放送に完全移行。
- 2018年（平成30年）の4月改編より、土日祝日（年末年始も含む）のローカルニュース・気象情報などはテレビ・ラジオともに原則として選挙および災害等を除きすべて福岡からの九州沖縄ブロックニュースに一統され、佐賀からのローカルニュース・気象情報は平日のみとなった。その後、2022年（令和4年）度よりテレビの18:45のローカルニュース・気象情報は各局別に戻された[11]。ただし、大型連休の谷間やお盆休み、年末年始期間は原則として引き続き全時間帯で福岡発、ラジオは原則として従来通り全時間帯で福岡発となっている。
- 2021年（令和3年）9月30日 - 新会館が竣工[1]。
- 2022年（令和4年）
  - 4月1日 - 令和改革により、九州内他局と共に局内の組織が部制からセンター制に改められ、企画編成部及び営業部が「経営管理企画センター」に、放送部及び技術部が「コンテンツセンター」に再編された[12]。
  - 5月9日 - 新会館からの放送が開始[2]。
- 2023年（令和5年）5月15日 - NHKプラスで地域向けのテレビ番組の見逃し配信が開始[13]。

## チャンネルと周波数

### テレビ
- 総合テレビ
  - コールサイン：JOSP-DTV
  - リモコンキーID：1
  - チャンネル：原則県内全局33ch

ただし、嬉野（24ch）・多久（15ch）・江北（15ch）の各局は混信防止のため、物理チャンネルが異なる。
- 教育テレビ
  - コールサイン：JOSD-DTV
  - リモコンキーID：2
  - チャンネル：原則県内全局25ch

ただし、嬉野（28ch）・多久（18ch）・江北（18ch）の各局は混信防止のため、物理チャンネルが異なる。
- デジタルテレビ放送の出力
  - 佐賀（九千部山）・伊万里（八幡岳） 100W【2006年12月1日開始】
  - 日の隈 20W【2007年10月1日開局】
  - 武雄、有田 1W【2008年2月18日開局】
  - 2011年（平成23年）6月20日には、本局舎内に城内デジタルテレビ中継局が開局（※5月25日 - 試験放送（試験電波）を出していた。詳細は、下記に記述）。
  - 日の隈山の神埼デジタルテレビ中継局が視聴（受信）が難しい世帯が多く存在していたため。そのため、本局舎内にデジタルテレビ中継局を開局する運びとなった。ただし、物理チャンネルは親局と同じとなる。
- アナログ総合テレビ（2011年7月24日運用終了） コールサイン：JOSP-TV
  - 佐賀（日の隈山） 38ch 映像出力：5kW
  - 伊万里（八幡岳）51ch 映像出力：300W
  - 唐津（鏡山） 50ch 映像出力：10W
  - 多久（山崎山） 45ch 映像出力：10W
  - 鳥栖（九千部山） 62ch《アナアナ変換前は26ch》 映像出力：30W
  - 呼子（天童岳） 60ch 映像出力：10W
- アナログ教育テレビ（2011年7月24日運用終了） コールサイン：JOSD-TV
  - 佐賀（日の隈山）・鳥栖 40ch 映像出力：5kW
  - 伊万里（八幡岳） 27ch《アナアナ変換前は44ch》 映像出力：300W
  - 唐津（鏡山） 53ch《同47ch》 映像出力：10W
  - 多久（山崎山） 23ch 映像出力：10W
  - 呼子（天童岳） 57ch 映像出力：10W

※伊万里大川中継局は、佐賀県内唯一のVHF中継局（総合8ch・教育12ch）。
※2006年（平成18年）12月1日開始のテレビの地上デジタル放送では、鳥栖アナログ中継局がある九千部山が、佐賀県のテレビの親局となった。NHK福岡の久留米中継局と共建であり、福岡県に親局が設置される形になっていた（サガテレビはNHK鉄塔から200m東側の鳥栖市からの送信）。アナログの親局日の隈山は、九千部山の麓で電波が届かない地域を補完するための中継局として残った。

#### 城内中継局送信施設概要
出典：総務省電波利用ホームページ・無線局等情報検索
サガテレビが脊振山系の山蔭対策として本社から直接送信し、後日アナログ親局送信所跡に別途「仁比山（にいやま）中継局」を設けたことに呼応し、旧放送会館時代に「城内中継局」を開設。中継局ごと新会館に移転した。
NHKと民放は災害などの非常時対策として全国で親局の予備送信所整備を進めている。通常は放送局に予備送信所を設置するパターンとなるが、佐賀局は前述の通り「常用」で送信所を設けている関係上、アナログ時代の親局だった「日の隈中継局」を予備送信所としている。
| リモコンキーID | 系統名              | 呼出名称  | 物理チャンネル | 空中線電力 | ERP | 放送対象地域 | 放送区域内世帯数 |
| -------------- | ------------------- | --------- | -------------- | ---------- | --- | ------------ | ---------------- |
| 1              | 総合テレビ          | NHK城内DG | 33ch           | 3W         | 31W | 佐賀県       | 5万5355世帯      |
| 2              | 教育テレビ（Eテレ） | NHK城内DE | 25ch           | 3W         | 33W | 佐賀県       | 5万5355世帯      |

### ラジオ
AM放送は1974年（昭和49年）以降ラジオ第1のみ行っている。ラジオ第2は、熊本第2放送の増力に伴い同年3月20日を以て廃止されたため、隣接県の局を受信する。
FM放送はテレビ放送と違って、県西部の八幡岳（伊万里テレビ中継局）に親局送信所を置いていることから、佐賀市周辺だけでなく武雄市、唐津市、伊万里市などの地域でも同じ周波数で聴くことができる一方、鳥栖市近辺や鹿島市及び藤津郡太良町の県南部・東部では地形の影響で親局の電波が弱く、FM佐賀と異なり中継局も設置されていない。
| 局名                       | ラジオ第1 (コールサイン：JOSP) | ラジオ第1 (コールサイン：JOSP) | ラジオ第1 (コールサイン：JOSP) | ラジオ第2  | ラジオ第2      | FM放送 (コールサイン：JOSP-FM) | FM放送 (コールサイン：JOSP-FM) | FM放送 (コールサイン：JOSP-FM) | 備考                                 |
| 局名                       | 設置場所                       | kHz                            | 空中線電力 (W)                 | kHz        | 空中線電力 (W) | 設置場所                       | MHz                            | 空中線電力 (W)                 | 備考                                 |
| -------------------------- | ------------------------------ | ------------------------------ | ------------------------------ | ---------- | -------------- | ------------------------------ | ------------------------------ | ------------------------------ | ------------------------------------ |
| 佐賀（親局）               | 鍋島                           | 963                            | 1k                             | （非設置） | （非設置）     | 八幡岳                         | 81.6                           | 500                            |                                      |
| 唐津                       | 虹の松原                       | 1584                           | 100                            | （非設置） | （非設置）     | （非設置）                     | （非設置）                     | （非設置）                     |                                      |
| 伊万里                     | 東山代                         | 531                            | 100                            | （非設置） | （非設置）     | （非設置）                     | （非設置）                     | （非設置）                     | 1990年代前半までは1323kHzで送信      |
| 肥前有田                   | （非設置）                     | （非設置）                     | （非設置）                     | （非設置） | （非設置）     | 蓮花石山                       | 88.9                           | 1                              |                                      |
| （以下近隣県の関係送信所） |                                |                                |                                |            |                |                                |                                |                                |                                      |
| 熊本                       | 清水                           | 756                            | 10k                            | 873        | 500k           | 金峰山                         | 85.4                           | 1k                             | 主に有明海沿岸を中心とした県南部対象 |
| 福岡                       | 春日市                         | 612                            | 100k                           | 1017       | 50k            | 福岡タワー                     | 84.8                           | 3k                             | 主に唐津東松浦を中心とした県北部対象 |
| 久留米                     | （非設置）                     | （非設置）                     | （非設置）                     | （非設置） | （非設置）     | 九千部山                       | 83.4                           | 30                             | 主に鳥栖三養基を中心とした県東部対象 |
| 佐世保                     | 庵浦                           | 981                            | 1k                             | 1512       | 500            | 烏帽子岳                       | 86.0                           | 250                            |                                      |

## 支局
- 唐津

## お天気カメラ
- NHK佐賀放送局屋上
- 唐津支局入居ビル屋上

## 主な佐賀局制作番組
2024年4月1日以降。

### 総合テレビ
太字はNHKプラスの「ご当地プラス」において見逃し配信を実施している番組。
- いまさが（平日 18:10 - 19:00、土曜・日曜 18:45 - 18:59）[注釈 2]
- ニュース（佐賀）（平日 12:15 - 12:20）
- ニュース845佐賀（平日 20:45 - 21:00）
  - 祝日は休止し、20:55 - 21:00に福岡発のニュース・気象情報（九州・沖縄地方向け）を放送。
- SAGA SOUL -さが魂-（不定期金曜 19:30 - 19:55、再放送不定期土曜 7:35 - 8:00）
- さがスペシャル（不定期金曜 20:00 - 20:45）
  - BS（旧BS1）にて全国放送される場合あり。
- Jリーグ中継（サガン鳥栖主催試合）[注釈 3]
- B.LEAGUE中継（佐賀バルーナーズ主催試合）[注釈 4]

### ラジオ第1放送
- 平日佐賀県向けのラジオニュース 9:55、11:50（FMサイマル）、12:15（FMサイマル）、13:55、17:55、18:50（FMサイマル）
  - 上記以外は、福岡から九州沖縄地方向けのラジオニュースを放送。
- さがんほっと時間（タイム）～投稿文芸部～（不定期土曜 13:00 - 14:00）

## 過去の制作番組
- おはよう佐賀
- くらしのチャンネル佐賀→さがん情報ひるまえてれび→はぴはぴテレビ→ひるまえ情報便
- ゆうどき5佐賀
- SP5
- NHKニューススタジオ佐賀
- イブニングネットワーク佐賀
- ニュース630佐賀
- 610情報どっかん!
- 600情報どっかん!
- ニュース6佐賀
- NEWSファイル佐賀
- ニュースただいま佐賀（平日 18:10 - 19:00）
  - YUYAのオーレ!サガン鳥栖（毎週月曜日 上記番組内で放送）
  - サガめし（月に２回・火曜日 上記番組内で放送）
- とれたて!さがん情報市
- さがんスペシャル
- 佐賀イズム（第2金曜 19:30 - 19:55）
- がばい元気宣言
- 金サガ（不定期金曜 19:30 - 19:55、再放送不定期土曜 7:35 - 8:00）
- 月刊 発見佐賀!食べごろギュッとくん（不定期金曜 19:30 - 19:55、再放送不定期土曜 7:35 - 8:00・2021年10月から2024年3月8日まで）2023年5月27日放送分よりNHKプラスの「ご当地プラス（九州・沖縄エリア）」において見逃し配信の対象となる。（2週間視聴可能）
- さが★てん557（平日 17:57 - 18:00）　2023年4月3日より松永貢気象予報士による「茶柱てんき」（福岡局制作）を九州沖縄向けに放送するため、2023年3月31日で放送終了。
- ニュースおかえり佐賀845（平日 20:45 - 21:00）
- ただいま佐賀+（週末 18:45 - 18:59）

## アナウンサー・キャスター
- 氏名の後の*は、過去に佐賀局勤務経験があるアナウンサー。

| 氏名           | 前任地           | 主な担当番組・職掌                                               | 備考                     |
| アナウンサー   | アナウンサー     | アナウンサー                                                     | アナウンサー             |
| -------------- | ---------------- | ---------------------------------------------------------------- | ------------------------ |
| 田中秀樹       | 福岡             | アナウンスグループ統括                                           |                          |
| 滑川和男       | 東京アナウンス室 | いまさが （キャスター） 佐賀県のニュース・気象情報               |                          |
| 酒匂飛翔       | 名古屋           | 各種スポーツ中継 佐賀県のニュース・気象情報                      |                          |
| 油原さくら     | 初任地           | 佐賀県のニュース・気象情報                                       |                          |
| 藤井亮汰       | 初任地           | 佐賀県のニュース・気象情報                                       |                          |
| 契約キャスター |                  |                                                                  |                          |
| 小野錦         |                  | いまさが （キャスター・週替わり担当） 佐賀県のニュース・気象情報 |                          |
| 黒田咲良       |                  | いまさが （キャスター・週替わり担当） 佐賀県のニュース・気象情報 |                          |
| 河西愛里       |                  | いまさが （キャスター・週替わり担当） 佐賀県のニュース・気象情報 |                          |
| 気象予報士     |                  |                                                                  |                          |
| 石掛貴人       |                  | いまさが                                                         | 日本気象協会九州支社所属 |